# Lecanora chlarotera
Lecanora chlarotera är en lavart som beskrevs av Nyl. Lecanora chlarotera ingår i släktet Lecanora och familjen Lecanoraceae.  Arten är reproducerande i Sverige. Inga underarter finns listade i Catalogue of Life.

## Källor

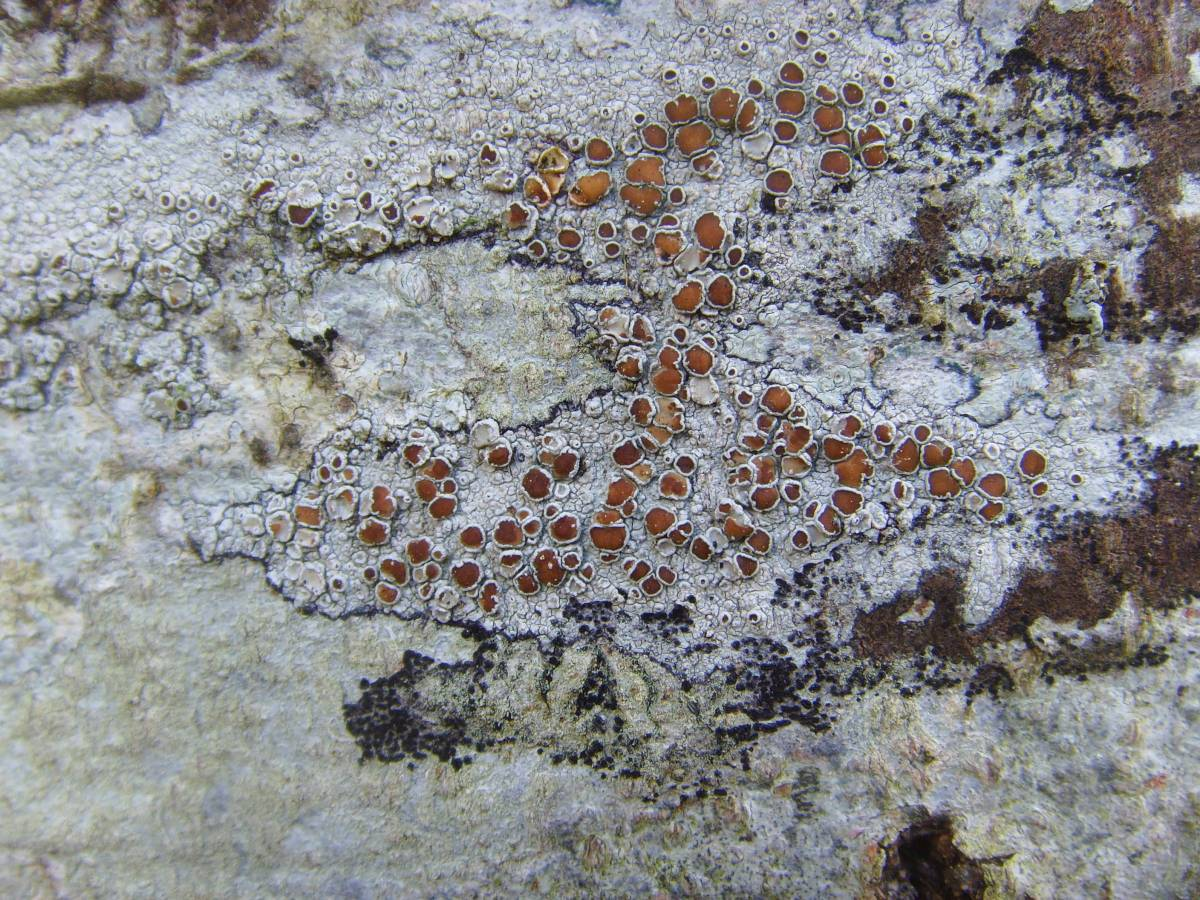
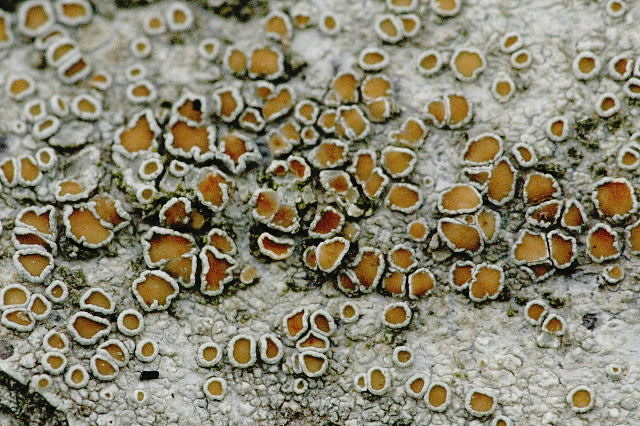
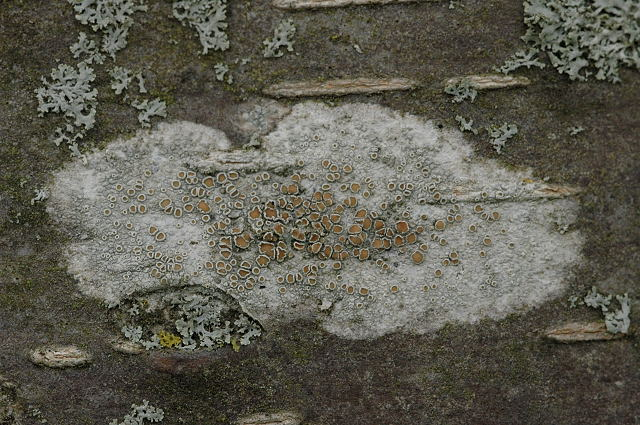
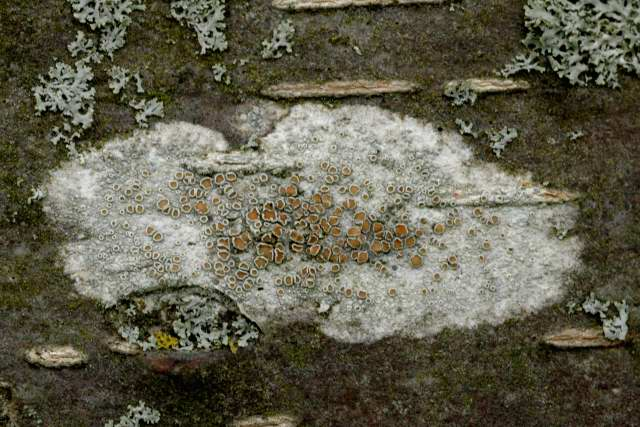